# Anna Hyde
Lady Anna Hyde (Windsor, 12 marzo 1637 – Londra, 31 marzo 1671) era figlia di Edward Hyde e di Frances Aylesbury. Fu la prima moglie di Giacomo duca di York, il futuro re Giacomo II d'Inghilterra, e madre di due regine d'Inghilterra, Maria II e Anna.

## Biografia
Nacque nel 1637 a Windsor da Francis (figlia di Sir Thomas Aylesbury) e da Edward Hyde, dal 1661 primo Duca di Clarendon. Nel 1659, nella città olandese di Breda sposò Giacomo Stuart in una cerimonia segreta. Mentre la famiglia reale era esule visti gli sconvolgimenti provocati dalla guerra civile e dal Protettorato di Oliver Cromwell e del figlio Richard, il padre di Anna, Edward, non a conoscenza del matrimonio della figlia, rimase sempre fedele alla causa monarchica e vicino a Carlo II.
Dopo la restaurazione della monarchia, la coppia si sposò con una cerimonia ufficiale il 3 settembre 1660 a Londra. Appena due mesi dopo l'evento nacque il primo figlio della coppia, Carlo, che però morì nell'infanzia. Degli otto figli che Anna partorì sopravvissero soltanto due femmine, Maria ed Anna, che diverranno sovrane d'Inghilterra. Anna Hyde morì di cancro al seno un mese dopo aver partorito la sua ultima figlia, Caterina, a St. James's Palace il 31 marzo 1671.
La Duchessa di York si convertì al cattolicesimo negli ultimi anni di vita, con grande sgomento dei suoi familiari, tutti di fede anglicana. Il marito Giacomo era anch'esso di fede cattolica, ma le figlie sopravvissute furono allevate secondo regole e modi anglicani su ordine dello zio Carlo II.

## Discendenza
Giacomo Stuart e Anna ebbero otto figli, ma solo due femmine raggiunsero l'età adulta:
- Carlo (22 ottobre 1660 - 5 maggio 1661).
- Maria II (1662 - 1694), sposò suo cugino di primo grado Guglielmo III d'Orange e divenne co-sovrana d'Inghilterra assieme a lui. Non ebbe discendenza.
- Giacomo (12 luglio 1663 - 20 giugno 1667).
- Anna (1665 - 1714), sposò suo cugino di secondo grado Giorgio di Danimarca. Successe alla sorella prima come regina d'Inghilterra e poi come regina di Gran Bretagna, ma la sua morte senza eredi determinò la fine della dinastia Stuart e l'avvento degli Hannover.
- Carlo (4 luglio 1666 - 22 maggio 1667).
- Edgardo (14 settembre 1667 - 8 giugno 1671).
- Enrichetta (13 gennaio 1669 - 15 novembre 1669).
- Caterina (9 febbraio 1671 - 5 dicembre 1671).

## Ascendenza
|                                      |                   |                   | Genitori           |  |  | Nonni |  |  | Bisnonni      |  |  | Trisnonni   |  |
|                                      |                   |                   |                    |  |  |       |  |  | Lawrence Hyde |  |  | Robert Hyde |  |
|                                      |                   |                   |                    |  |  |       |  |  | Lawrence Hyde |  |  | Robert Hyde |  |
|                                      |                   | Catherine Boydell |                    |  |  |       |  |  | Lawrence Hyde |  |  |             |  |
| Henry Hyde                           |                   |                   |                    |  |  |       |  |  | Lawrence Hyde |  |  |             |  |
|                                      |                   | Anne Sibell       | Nicholas Sibell    |  |  |       |  |  |               |  |  |             |  |
|                                      |                   | Anne Sibell       | Nicholas Sibell    |  |  |       |  |  |               |  |  |             |  |
|                                      |                   | Anne Sibell       | Joan Rossiter      |  |  |       |  |  |               |  |  |             |  |
| Edward Hyde, I conte di Clarendon    |                   | Anne Sibell       |                    |  |  |       |  |  |               |  |  |             |  |
|                                      |                   | Edward Langford   | Alexander Langford |  |  |       |  |  |               |  |  |             |  |
|                                      |                   | Edward Langford   | Alexander Langford |  |  |       |  |  |               |  |  |             |  |
|                                      |                   | Edward Langford   | Jane Sager         |  |  |       |  |  |               |  |  |             |  |
| Mary Langford                        |                   | Edward Langford   |                    |  |  |       |  |  |               |  |  |             |  |
|                                      |                   | Mary St. Barbe    | Thomas St. Barbe   |  |  |       |  |  |               |  |  |             |  |
|                                      |                   | Mary St. Barbe    | Thomas St. Barbe   |  |  |       |  |  |               |  |  |             |  |
|                                      |                   | Mary St. Barbe    | Joan White         |  |  |       |  |  |               |  |  |             |  |
| Anne Hyde, duchessa di York e Albany |                   | Mary St. Barbe    |                    |  |  |       |  |  |               |  |  |             |  |
|                                      | William Aylesbury | Thomas Aylesbury  |                    |  |  |       |  |  |               |  |  |             |  |
|                                      | William Aylesbury | Thomas Aylesbury  |                    |  |  |       |  |  |               |  |  |             |  |
|                                      | William Aylesbury | Agnes Hobbins     |                    |  |  |       |  |  |               |  |  |             |  |
| Thomas Aylesbury, I baronetto        | William Aylesbury |                   |                    |  |  |       |  |  |               |  |  |             |  |
|                                      |                   | Anne Poole        | John Poole         |  |  |       |  |  |               |  |  |             |  |
|                                      |                   | Anne Poole        | John Poole         |  |  |       |  |  |               |  |  |             |  |
|                                      |                   | Anne Poole        | …                  |  |  |       |  |  |               |  |  |             |  |
| Frances Aylesbury                    |                   | Anne Poole        |                    |  |  |       |  |  |               |  |  |             |  |
|                                      |                   | Francis Denman    | Nicholas Denman    |  |  |       |  |  |               |  |  |             |  |
|                                      |                   | Francis Denman    | Nicholas Denman    |  |  |       |  |  |               |  |  |             |  |
|                                      |                   | Francis Denman    | Anne Hercy         |  |  |       |  |  |               |  |  |             |  |
| Anne Denman                          |                   | Francis Denman    |                    |  |  |       |  |  |               |  |  |             |  |
|                                      |                   | Anne Blount       | Robert Blount      |  |  |       |  |  |               |  |  |             |  |
|                                      |                   | Anne Blount       | Robert Blount      |  |  |       |  |  |               |  |  |             |  |
|                                      |                   | Anne Blount       | Elizabeth Columbel |  |  |       |  |  |               |  |  |             |  |
|                                      |                   | Anne Blount       |                    |  |  |       |  |  |               |  |  |             |  |